# Петро Бабинський
Петро́ Васи́льович Ба́бинський (? — після 1634) — руський (український) шляхтич з роду Бабинських. Зем'янин  у Луцькому повіті Волинського воєводства та Овруцькому старостві Київського воєводства Речі Посполитої. Герб "Бій" (Bojcza)

## Відомості
У 1624 році Петро Бабинський успадкував частину володінь від батька Василя Бабинського, у селах Бабин, Ольшани, Селище, Кам'яне та Лінчин. Згідно подимного реєстру 1629 року, разом з братом сукупно мали 56 димів у родовому гнізді Бабин.
Петро Бабинський у шлюбі з Ядвигою Парис. По його смерті вона взяла шлюб з луцьким земським судею Андрієм Линевським. Померла у 1652 році. У своєму тестаменті просила щоб її поховали в Бабині.
Донька Петра Бабинського та Ядвіги Парис — Олександра (повн. Олександра-Маріанна) у шлюбі з луцьким войським Андрієм Єловицьким (зг. 1640 - 1670). Поміж інших, володіли містечком Городище.